# Riku Hashimoto (Fußballspieler)
Riku Hashimoto (japanisch 橋本 陸 Hashimoto Riku; * 11. Februar 1998 in Kawagoe, Präfektur Saitama) ist ein japanischer Fußballspieler.

## Karriere
Hashimoto erlernte das Fußballspielen in der Schulmannschaft der Seibudai High School und der Universitätsmannschaft der Hōsei-Universität. Seinen ersten Vertrag unterschrieb er im Februar 2020 beim Fukushima United FC. Der Verein aus Fukushima spielte in der dritten japanischen Liga, der J3 League. Nach drei Spielzeiten und 82 Drittligaspielen, in denen er zehn Tore erzielte, wechselte er im Januar 2023 zum ebenfalls in der dritten Liga spielenden SC Sagamihara.